# Велоспорт на літніх Олімпійських іграх 2008 — індивідуальна гонка переслідування (жінки)
Змагання в індивідуальній гонці переслідування з велоспорту серед жінок на літніх Олімпійських іграх 2008 пройшли з 15 по 17 серпня. Взяли участь 13 спортсменок з 11 країн.

## Призери
| Золото                           | Срібло                            | Бронза                     |
| Ребекка Ромеро · Велика Британія | Венді Гувенаґел · Велика Британія | Леся Калитовська · Україна |

## Рекорди
| Світовий рекорд     | Сара Юлмер (NZL) | 3:24,537 | Афіни, Греція | 22 серпня 2004 |
| Олімпійський рекорд | Сара Юлмер (NZL) | 3:24,537 | Афіни, Греція | 22 серпня 2004 |

## Змагання

### Кваліфікація
| Місце | Спортсмен                | Результат |
| ----- | ------------------------ | --------- |
| 1     | Венді Гувенаґел (GBR)    | 3:28,443  |
| 2     | Ребекка Ромеро (GBR)     | 3:28,641  |
| 3     | Леся Калитовська (UKR)   | 3:31,942  |
| 4     | Елісон Шенкс (NZL)       | 3:34,312  |
| 5     | Сара Гаммер (USA)        | 3:35,471  |
| 6     | Вілія Серейкайте (LTU)   | 3:36,063  |
| 7     | Кеті Мактір (AUS)        | 3:38,178  |
| 8     | Лада Козлікова (CZE)     | 3:39,561  |
| 9     | Карін Туріг (SUI)        | 3:40,862  |
| 10    | Марія Луїса Кальє (COL)  | 3:41,175  |
| 11    | Верена Йосс (GER)        | 3:44,480  |
| 12    | Світлана Полюкайте (LTU) | 3:45,691  |
| 13    | Евелін Гарсіа (ESA)      | 3:56,849  |

### Перший раунд
| Місце | Спортсмен          | Результат |
| ----- | ------------------ | --------- |
| 1     | Елісон Шенкс (NZL) | 3:32,478  |
| 2     | Сара Гаммер (USA)  | 3:34,237  |

| Місце | Спортсмен              | Результат |
| ----- | ---------------------- | --------- |
| 1     | Леся Калитовська (UKR) | 3:31,785  |
| 2     | Вілія Серейкайте (LTU) | 3:36,878  |

| Місце | Спортсмен            | Результат |
| ----- | -------------------- | --------- |
| 1     | Ребекка Ромеро (GBR) | 3:27,703  |
| 2     | Кеті Мактір (AUS)    | 3:37,296  |

| Місце | Спортсмен             | Результат |
| ----- | --------------------- | --------- |
| 1     | Венді Гувенаґел (GBR) | 3:27,829  |
| —     | Лада Козлікова (CZE)  | DNF       |

### Гонка за третє місце
| місце | Спортсмен              | Результат |
| ----- | ---------------------- | --------- |
| 1     | Леся Калитовська (UKR) | 3:31,413  |
| 2     | Елісон Шенкс (NZL)     | 3:34,156  |

### Фінал
| Місце | Спортсмен             | Результат |
| ----- | --------------------- | --------- |
| 1     | Ребекка Ромеро (GBR)  | 3:28,312  |
| 2     | Венді Гувенаґел (GBR) | 3:30,395  |